# Nissan Prince Royal
Nissan Prince Royal (яп. 日産・プリンスロイヤル Ниссан Принц Роял) — японский представительский лимузин, выпускавшийся для Императорского двора Японии.
В японской автомобильной промышленности в начале 1960-х годов наблюдался быстрый рост, и управление Императорского двора искало японского производителя автомобилей, чтобы создать подходящий автомобиль для Императора. В сентябре 1965 года Prince Motor Company объявила о готовности предоставить два автомобиля. Первый был построен в 1966 году, второй — в 1967 году. В мае 1966 года компании Prince и Nissan объединилась, и поэтому в названии автомобиля появились оба производителя. Prince имела отношения с управлением Императорского двора и ранее, когда они представили первый Prince Gloria для принца Акихито, подаренный ему на годовщину свадьбы, в 1959 году. Принц Роял стал вторым японским послевоенным автомобилем с установленным двигателем V8; первой была Toyota Crown Eight в 1964 году.
Из-за значительный массы, на лимузин устанавливался 6,5-литровый (6437 куб.см) двигатель Prince W64 конфигурации V8 с верхним расположением клапанов, мощность которого составляла 260 л. с. (191,2 кВт). На автомобиле были использованы шины 8.90-15 Bridgestone. Подвеска спереди независимая двухрычажная пружинная, сзади с листовыми рессорами. Барабанные тормоза получили усилитель. Трёхступенчатая автоматическая коробка передач GM Super Turbine 400 (THM400) имела рычаг переключения передач, установленный на рулевой колонке. Трансмиссия американской сборки была использована для целесообразности, так как японские производители еще не разработали коробку передач, способную справиться с крутящим моментом установленного двигателя V8.
Когда Император передвигался на лимузине, спереди и сзади, на месте номерного знака, размещалась императорская печать Японии, а на внешней стороне обеих задних пассажирских дверей изображались 16 лепестков хризантемы, окрашенных в золотой цвет, ссылаясь на Хризантемовый трон Японии.
Лимузин имеет заднепетельные двери, расположенные в центральной части кузова, и которые открываются под более широким углом. Внутри салона имеются, в общей сложности, восемь пассажирских мест. Имеются три ряда сидений. Два центральных сидения складные. Задние сиденья имели эластичную шерстяную обивку, а водительское сидение было кожаным. Окна имеют занавески и двойное стекло, направленные для обеспечения дополнительной безопасности. Телефон в салоне используется для связи с водителем.
Эти автомобили перестали использоваться по назначению с 7 июля 2006 года, когда им на смену пришел Toyota Century Royal. До Принц Рояля для передвижения Императора использовались автомобили Mercedes-Benz 770 (с 1930-х годов) и Rolls-Royce Phantom V (1960-е годы).

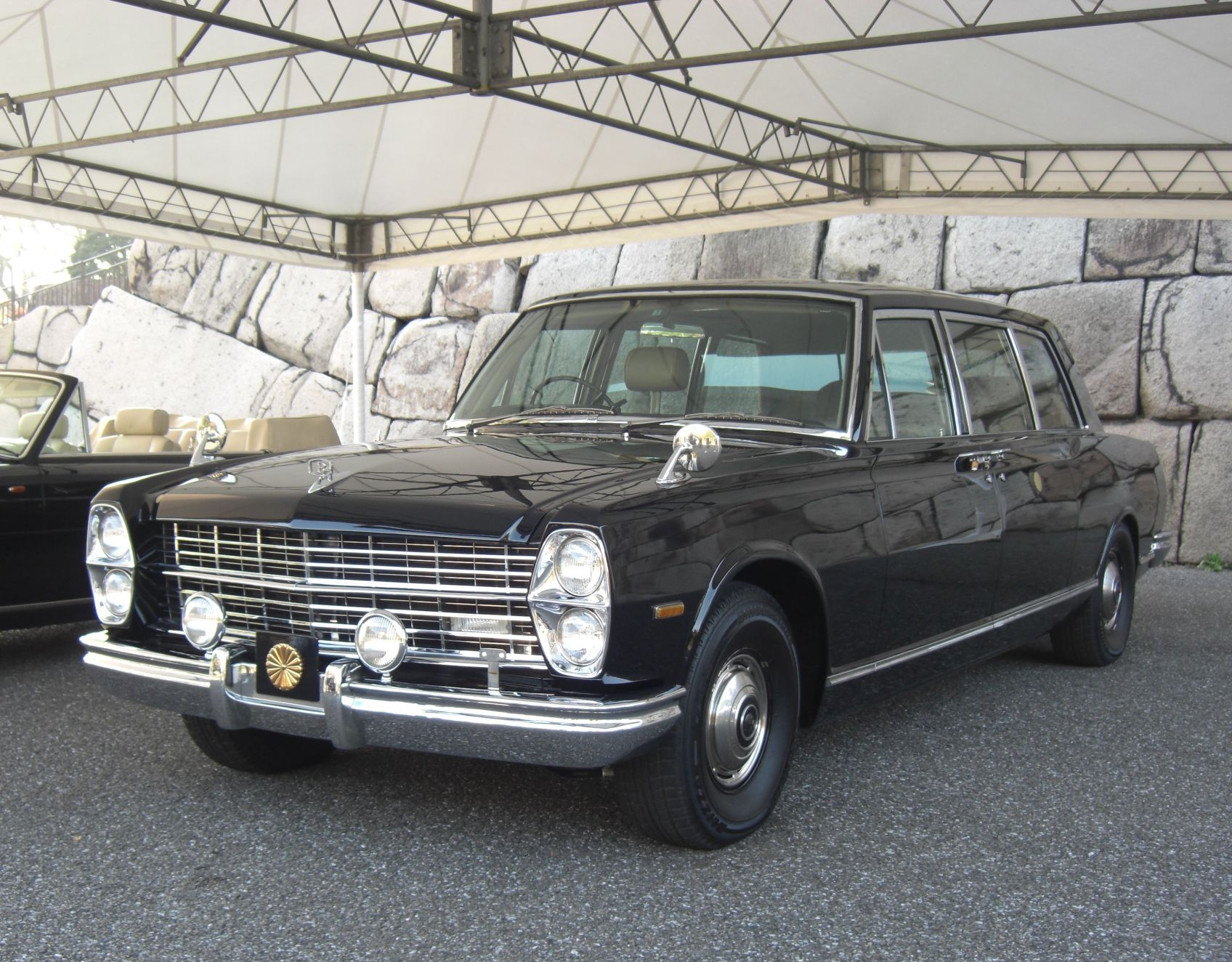
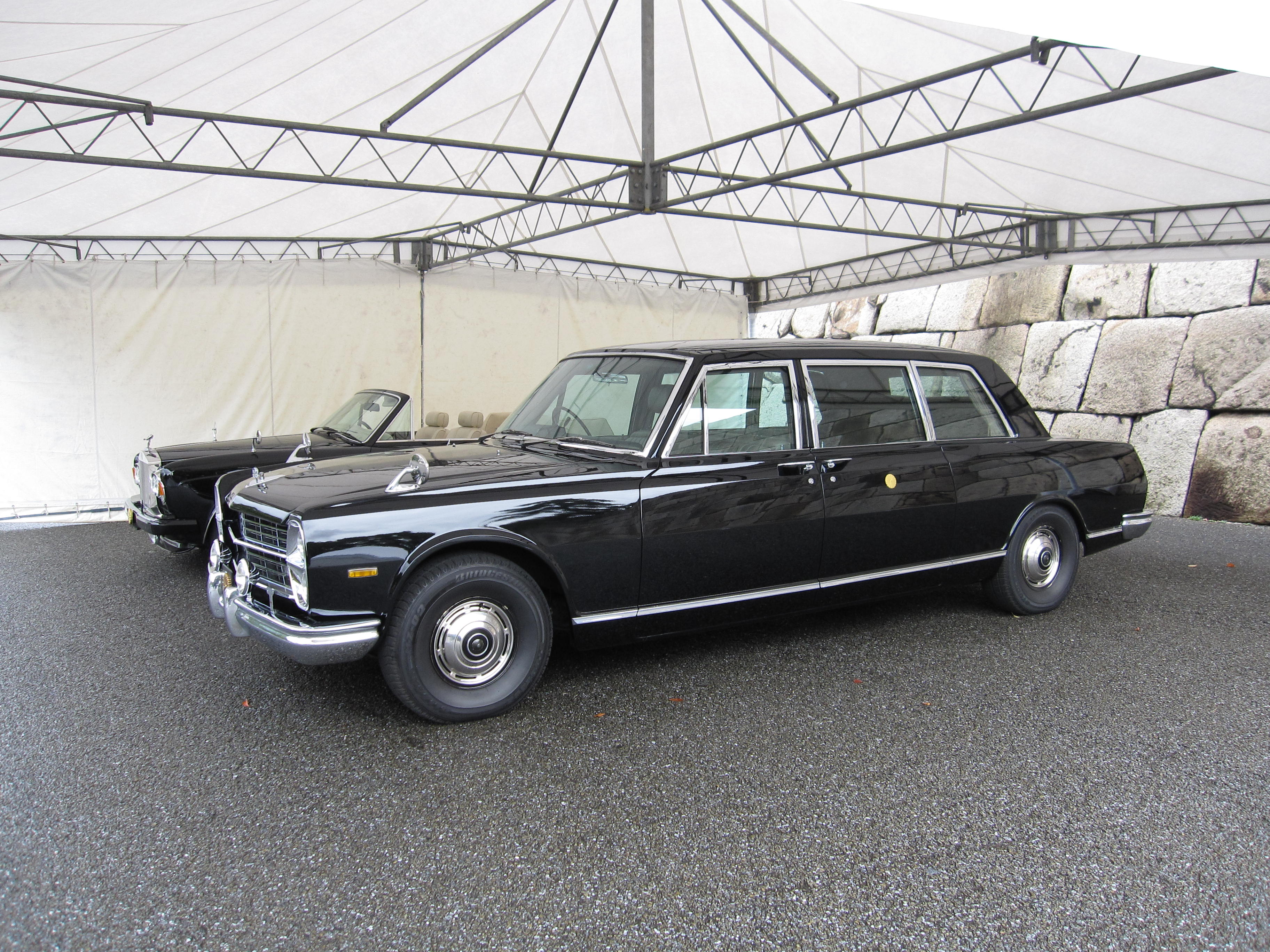
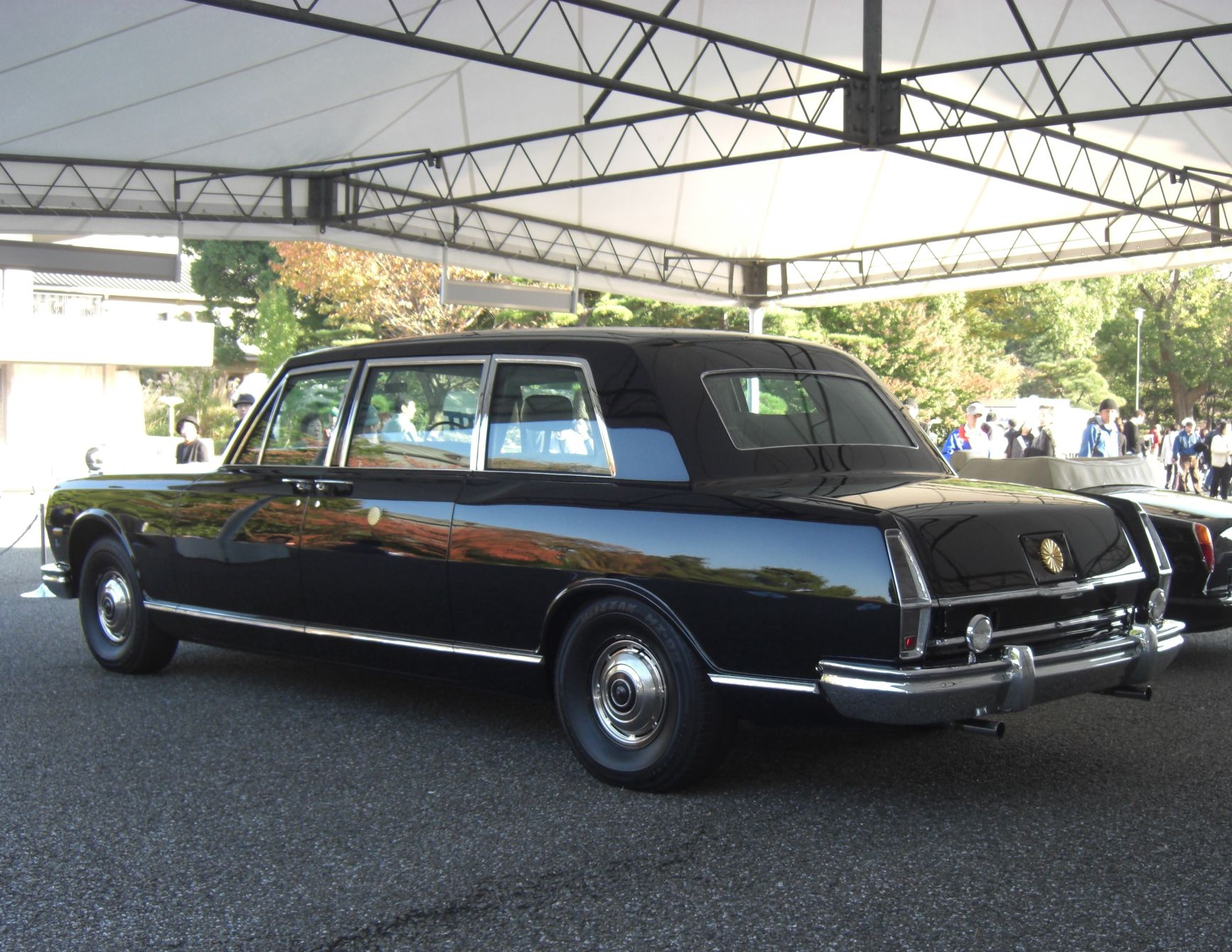